# Université d'État de Caroline du Sud
L'université d'État de Caroline du Sud, ou la South Carolina State University, est une des universités historiquement noires des États-Unis. Publique, elle est basée à Orangeburg en Caroline du Sud.
Ses équipes sportives portent le nom des Bulldogs.